# Curia Cornelia

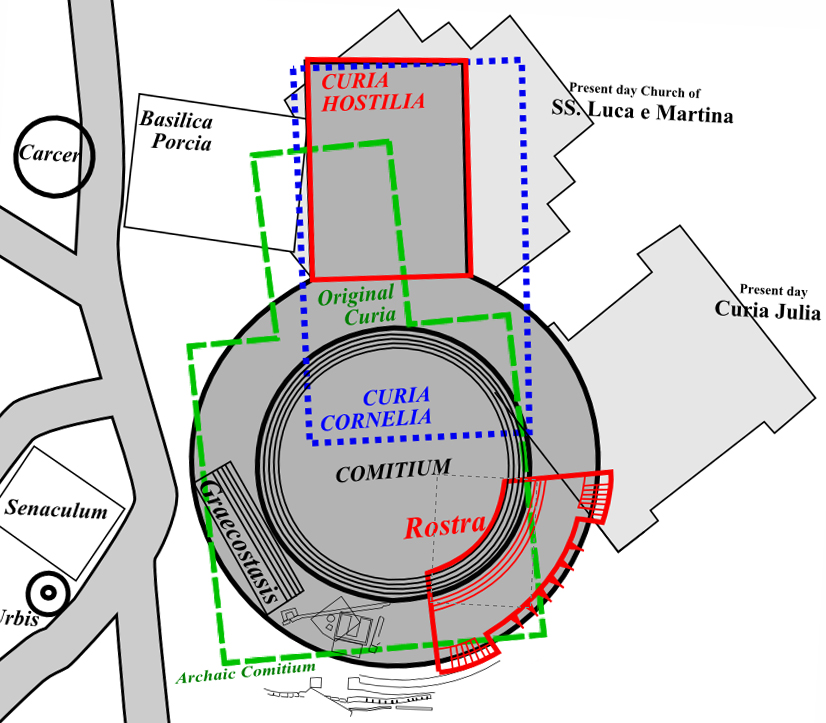
Baugeschichte der Gebäude der Curia

Die Curia Cornelia am Forum Romanum im antiken Rom war von 52 v. Chr. bis zur Einweihung des Caesarforums 46 v. Chr. das Sitzungsgebäude des Senats.

## Baugeschichte
Die Curia Cornelia wurde auf den Trümmern des Vorgängerbaus, der Curia Hostilia, aufgebaut, von der man Reste unter der angrenzenden Kirche Santi Luca e Martina gefunden hat. Die Curia Hostilia, die erst um 80 v. Chr. von Lucius Cornelius Sulla Felix erweitert worden war, wurde während Unruhen bei der Beerdigung des Politikers Publius Clodius Pulcher im Jahr 52 v. Chr. niedergebrannt. Faustus Cornelius Sulla, ein Nachfahre von  Lucius Cornelius Sulla Felix, baute die Curia wieder auf und gab ihr den Namen Curia Cornelia. Gaius Iulius Caesar ließ sich im Rahmen der massiven Umgestaltung des Forums 44 v. Chr. mit der Errichtung eines Nachfolgebaus, der Curia Iulia, beauftragen, mit deren Erbauung bis zur Ermordung Caesars aber vermutlich noch nicht begonnen wurde. Sie wurde erst unter Kaiser Augustus im Jahr 29 v. Chr. fertiggestellt, so dass sich die Senatoren oft auf dem Forum oder in einem der zahlreichen Tempel Roms versammelten, solange das neue Sitzungsgebäude noch nicht verfügbar war.